# Еврейско-татарское кладбище
Еврейско-татарское кла́дбище — кладбище в Ростове-на-Дону.

## История
Еврейско-татарское находится на северной стороне улицы Текучева. Площадь кладбища — 5 га.
Это третье по счету кладбище в Ростове-на-Дону, предназначенное для захоронений по еврейским обычаям; первые два некрополя до нашего времени не сохранились. Самое первое еврейское кладбище возникло в Ростове-на-Дону в конце первой четверти XIX века, оно находилось на левом берегу реки Темерник близ кожевенного завода. Другое, очень небольшое кладбище, располагалось на возвышенном месте рядом с построенной в середине 1930-х годов школой № 23 (ныне № 80) на углу улицы Пушкинской и переулка Журавлёва.
Еврейско-татарское кладбище было основано в 1922 году, изначально оно было разделено на два участка, на одном хоронили татар, на другом — евреев. Однако с 1960-х годов территориальные границы стерлись и захоронения стали осуществляться без разделения по национальности и вероисповеданию. Когда было открыто новое Северное кладбище, Еврейско-татарское обрело статус закрытого, но в  сентябре 1997 года некрополь вновь начал действовать, сегодня здесь разрешены подзахоронения в родственные могилы.
Интересно, что 25 лет смотрителем Еврейского кладбища был Абрам Иосифович Закс (1886—1975), являвшийся его живым «путеводителем».

## Известные люди, похороненные на кладбище
Похороненные на Еврейско-татарском кладбище:
- Борко, Этель (1897—1919) — революционерка, подпольщица времён Гражданской войны в России.
- Гурвич, Соломон Самуилович (1917—1997) — известный ростовский журналист.[4]

Некоторые из могил Еврейско-татарского кла́дбища представляют исторический интерес, в частности здесь расположен склеп Любавического ребе Шолом-Дов-Бер Шнеерсона (ум. 1920). Также имеются могилы ростовских раввинов Авраама-Хаима Беньяминовича-Исара Каценеленбогена (ум. 1932) и Шая-Меера Зусмановича (Зусиловича) Ароновича (ум. 1960) — первого послевоенного раввина города.